# Veredas (Janaúba)
Bairro Veredas é um bairro da cidade de Janaúba, localizado na zona norte da cidade.
Este bairro tem sua origem nas terras da antiga fazenda Mosquito, de propriedade de Salviana Caldas da Silva. Foi estruturado com tal na década de 1980. Nessa época existia apenas poucas ruas que serviam como vias de acesso e que cortavam o mesmo dando acesso à saída para Jaíba. Dez anos depois de criado, este começou a experimentar uma grande especulação imobiliária, de construção de casas e aberturas de novas ruas.
Pela presença do Hospital Regional, o entorno das Avenidas Pedro Álvares Cabral e Mestre Alfredo Barbosa é considerado como um dos subcentros da cidade de Janaúba, com grande fluxo de pessoas e automovéis. Teve seu desenvolvimento impulsionado pela presença do Hospital Regional, equipamento urbano que atende a demanda municipal e de mais 13 municípios da microrregião.²
Atualmente, o Bairro Veredas é composto por mais de 50 ruas, tanto dentro do bairro como compartilhada com outros bairros.
Faz limites com os bairros do Padre Eustáquio ao sul tendo como limite a avenida dos Gorutubanos indo até a junção com a rotatória da MG-410, Rio Novo a leste com divisa pela rua Genésio Cangussu, Boa Vista a oeste com limite pela MG 410, ao norte o Bairro Veredas possui uma grande área que ainda não foi loteada. Suas principais ruas e avenidas são: Avenida Pedro Álvares Cabral, que corta o bairro no sentido sul norte, rua Manoel bandeira também no sentido sul norte e rua Genésio Cangussu. Suas principais vias de acesso são a avenida Mestre Alfredo Barbosa e a MG-410.
É um bairro tipicamente plano onde aos poucos sua topografia vai aumento a medida que se vai adentrando o mesmo. Ao sul, em direção ao bairro Padre Eustáquio há um escarpa que vai suavizando em alguns pontos o que torna difícil sua ocupação.
Quase 90% do bairro é de habitação residencial, onde só a pouco tempo este vem apresentado um aumento na exploração comercial em virtude do aumento do movimento e trânsito de pessoas. Está bem servido por água encanada, mas em compensação não possui rede de esgoto em todas as ruas. Neste bairro estão localizados  o presídio e o Hospital Regional, administrado pela Fundação Hospitalar de Janaúba.